# Mercedes-Benz třídy G
Mercedes Benz G je terénní vůz německé automobilky Mercedes-Benz. G znamená Geländewagen (terénní vůz), odtud i zkratka G-Wagen. Jeho výroba trvá už přes 30 let. V lednu 2018 byla na autosalonu v Detroitu představena zcela nová generace třídy G. Je lehčí, větší, o terénní techniku se třemi diferenciály však nepřišla.

## Historie

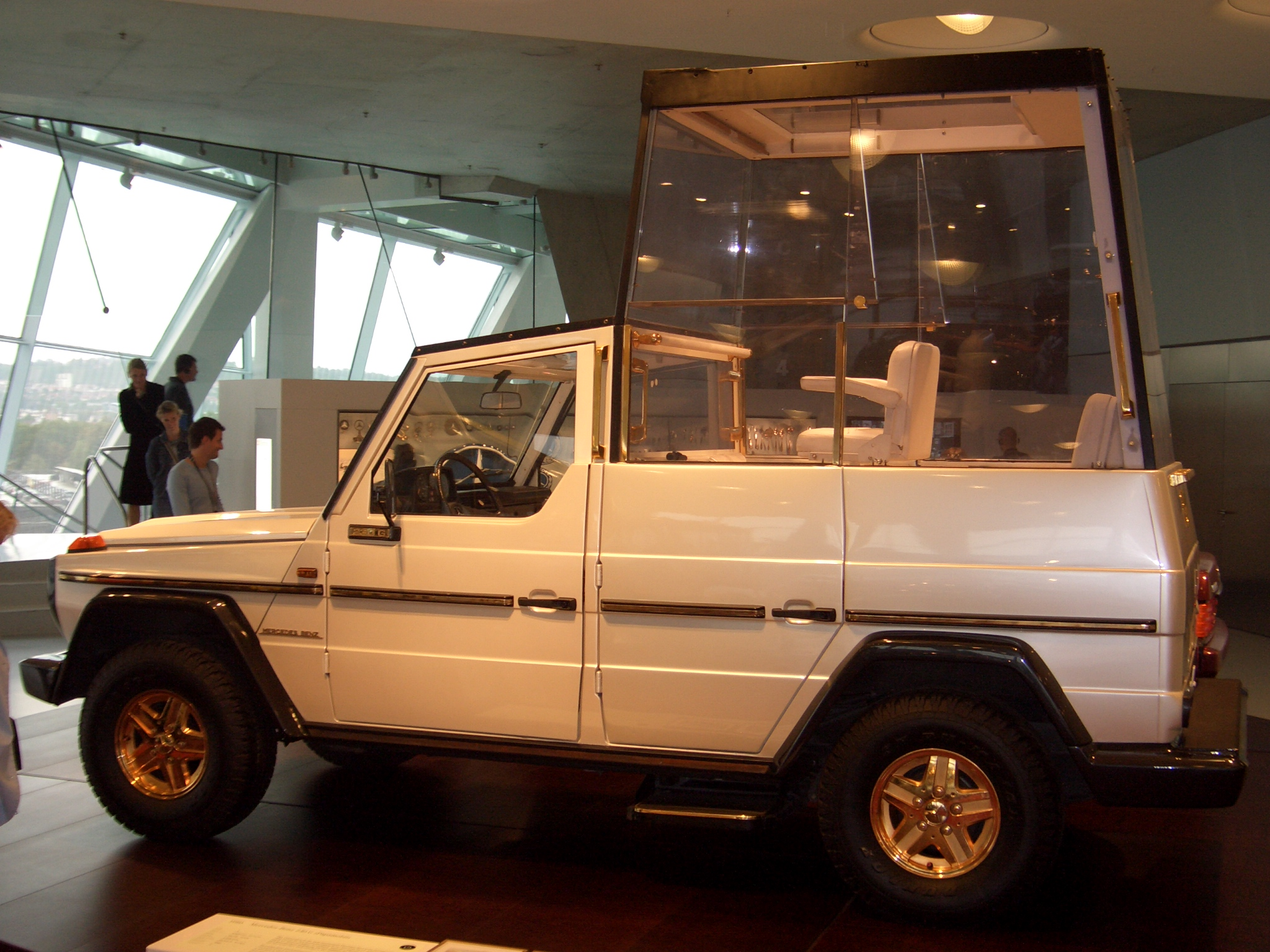
Papamobil

Vývoj modelu začal v roce 1972 v Německu a Rakousku ve spolupráci s renomovaným partnerem Steyr Daimler Puch. Výrobce terénních speciálů jako byly například vozidla Haflinger a Pinzgauer. Popudem byla předběžná objednávka na 20 000 vozidel Íránského šáha Rézy Páhlavího pro íránskou armádu. Po pádu jeho režimu byla ale ihned zrušena. S ohledem na vysoce pokročilé stadium vývoje se koncern Daimler-Benz rozhodl projekt dokončit a od roku 1979 dal terénní vůz na civilní trh. Výroba probíhala pod taktovkou automobilky Steyr Daimler Puch, která se i podílela na vývojových pracích. Interní typové označení vozidel, výrobní řady, bylo W 460. Původně se předpokládal odbyt i v německé armádě. Bundeswehr se ale rozhodl pro vozy Volkswagen Iltis. O automobil ale projevili zájem němečtí pohraničníci a argentinská armáda. V roce 1983 vyhrál tento model slavnou Rallye Paříž-Dakar. V roce 1991 se objevila luxusně vybavená třída G (interní označení W 463). Z původního vozu Mercedes-Benz G Class W 460 vznikl i Peugeot P4. Má stejný rám a karoserii ale používá motory a další díly z vozidel Peugeot. Z významnějších vojenských zakázek o vozidla G projevilo zájem například i Řecko a Spojené státy americké. Jejich Humvee se ukázal pro evropská bojiště příliš veliký a Ford M151 příliš malý a již starý, tak si nechaly postavit speciál označený jako G290 IFAV. G-Wagen se proslavil i jako Papamobil papeže Jana Pavla II. Tento vůz je nyní umístěn v muzeu společnosti Mercedes ve Stuttgartu. Pro některé trhy se vozidla vyráběla i pod značkou Puch.

## Technická data

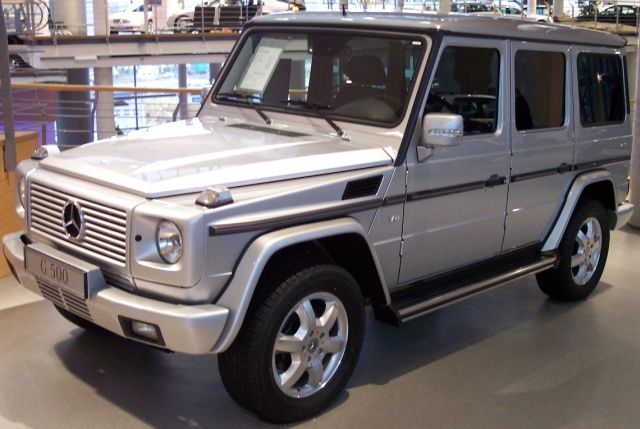
Verze W 463

Průměrná spotřeba byla okolo 13 litrů na 100 km. Automobil měl žebřinový rám podvozku a 2 tuhé nápravy. Tato konstrukce zajišťovala odolnost a životnost. Stoupavost je 80 %, boční náklon 54 % a nájezdové úhly jsou 36 a 27 stupňů. Světlá výška na základních pneumatikách je 210 mm. Pohon předních kol je možno připojit i za jízdy protože mezinápravová rozdělovací převodovka je synchronizovaná. Vozidlo bylo vybaveno čtyřstupňovou manuální nebo automatickou či pětistupňovou manuální převodovkou. Nabízelo se krátké kombi s rozvorem 2400 mm, dlouhé kombi s rozvorem 2850 mm, krátký a dlouhý dodávkový vůz bez prosklení vzadu, otevřený vojenský automobil na rozvoru 2850 mm, a konečně i podvozky s rozvorem prodlouženým na 3128 a 3428 mm. Od roku 1990 má třída G stálý pohon všech kol a klimatizaci ( pro odvozený komfortní model stavební řady W 463). V tomto roce se také objevily ve standardní výbavě vozidla uzávěrky všech tří diferenciálů. Původní model W 460 byl v roce 1992 přejmenován na W 461 a nabídka komfortní výbavy a motorů zúžena. Mercedes-Benz tak vyráběl jak komfortní terénní vozidla s veškerým luxusem na palubě, tak i odolné a stroze vybavené pracovní automobily stavební řady W 461. Dále je známá i stavební řada W 462, dostali ji vozidla vznikající pro armády technologií CKD kitů například v Řecku. Od roku 2001 je ve výbavě kontrola trakce a elektronická stabilizace. Třída G postupně dostávala silnější a výkonnější motory a zvyšovala se její hmotnost.

## Peugeot P4

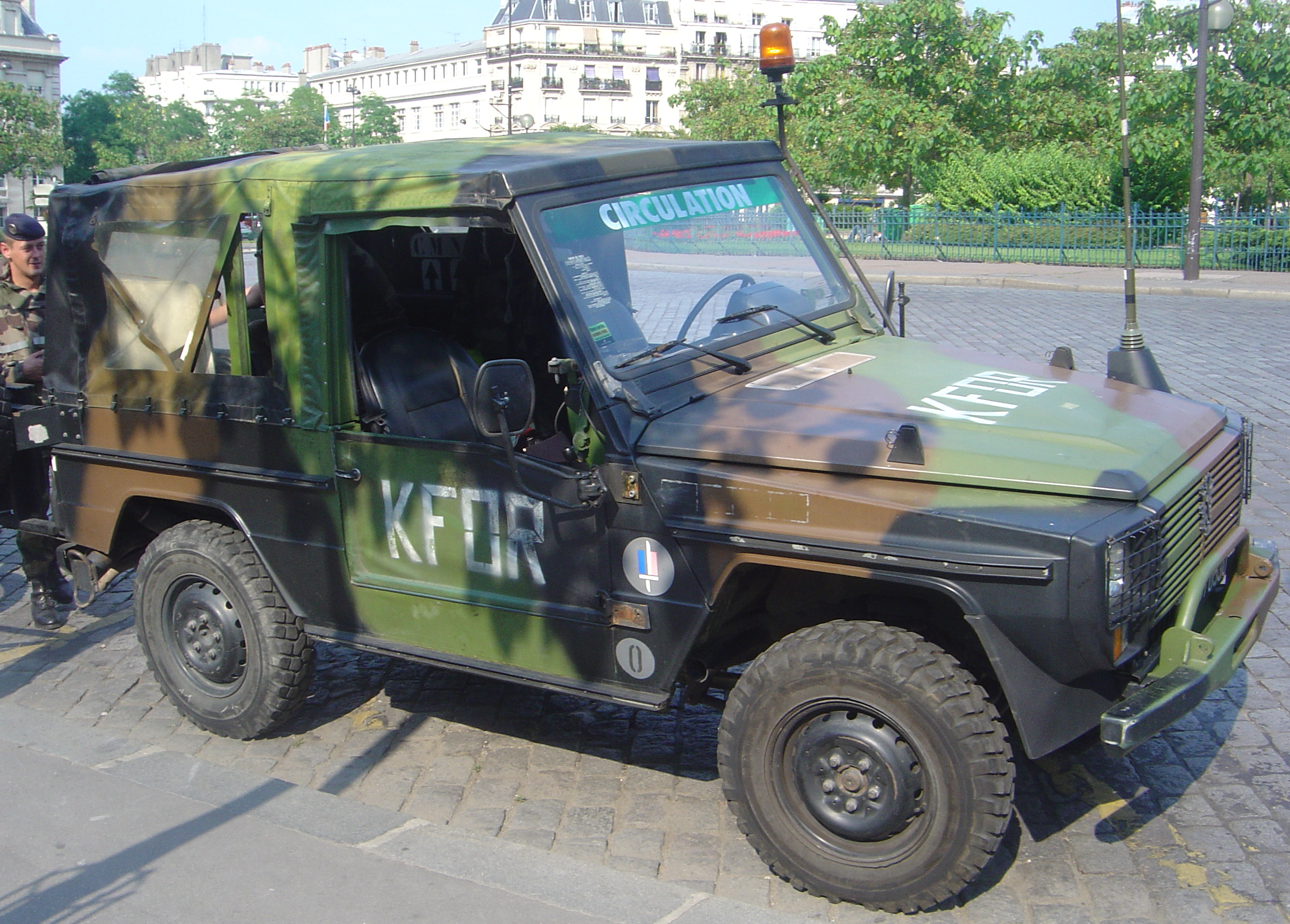
Peugeot P4

Odvozenou francouzskou variantu poháněl zážehový čtyřválcový nebo vznětový motor Peugeot XD3 s převodovkou Peugeot. Výroba probíhala kromě Peugeotu i ve firmě Panhard. Francouzský podíl na vozidle musel přesáhnout 51 %, takže došlo i na palubní desku a interiér vozidla. Byl to neopancéřovaný vůz se stálým pohonem všech kol. V 60. letech potřebovala francouzská armáda nahradit 10 tisíc zastaralých vozidel převážně značky Jeep nebo podobných francouzských vozů. Nástupce měl být robustní, schopný dopravovat čtyři vojáky s výstrojí a vysílačkou a být tak malý, aby mohl být přepravován letadly. Původně si francouzská armáda objednala 15 000 vozů. Podobně jako německá armáda ani ta francouzská nevybavovala vozidla přední uzávěrkou diferenciálů, důvodem byla potřeba obsluhy vozidel nezaškoleným personálem. S uzamčeným předním diferenciálem může dojít na pevném podkladu až k jeho destrukci a následnému znehybnění celého vozidla. Peugeot P4 se účastnil také rallye Paříž-Dakar, ale s výkonnějším zážehovým šestiválcovým motorem PRV.